# 波雷拉
波雷拉，是西班牙加泰罗尼亚塔拉戈纳省的一个市镇。总面积29平方公里，总人口462人（2001年），人口密度16人/平方公里。